# Девід Бенавідес — Деметріус Ендред
Бій Девід Бенавідес — Деметріус Ендред (англ. David Benavidez vs Demetrius Andrade) — професійний боксерський поєдинок між володарем титулу WBC Interim у другій середній вазі Девідом Бенавідесом і 5-м номером рейтингу WBC Деметріусом Ендредом. Бій відбувся 25 листопада 2023 року на Мікелоб Ультра Арені в Лас-Вегасі (штат Невада, США). Девід Бенавідес здобув перемогу відмовою суперника від продовження бою.
Для Showtime Boxing цей поєдинок став останнім, так як за місяць до нього телеканал повідомив про відхід зі спорту після 37 років роботи у цій сфері.

## Передумови
Девід Бенавідес (27-0, 23 КО) у березні здолав одностайним рішенням суддів Калеба Планта. До цього «Червоний прапор» здобув титул WBC Interim у другій середній вазі, нокаутувавши в третьому раунді Давіда Лем'є.
Президент WBC Маурісіо Сулейман за декілька місяців до бою заявив, що Бенавідес є обов'язковим претендентом на бій проти Сауля Альвареса у другій середній вазі. Мексиканець в свою чергу провів 30 вересня поєдинок проти Джермелла Чарло та здолав його одностайним рішенням суддів.
Деметріус Ендред (32-0, 19 КО) — колишній чемпіон світу у двох вагових категоріях, який володів титулом WBO у середній вазі до 2022 року. Він відмовився від титулу в серпні через відмову захищати його проти Жанібека Алімханули. Далі Ендред повинен був провести бій за титул тимчасового чемпіона світу в середній вазі проти Зака Паркера, після якого мів би встати в чергу на бій проти Альвареса, проте відмовився і від цього поєдинку.
Після 14 місяців без боксу, 7 січня 2023 року Деметріус Ендред провів 10-раундовий поєдинок проти Демонда Ніколсона, де здобув перемогу одностайним рішенням.

## Час початку
Головна подія розпочалася приблизно о 6:00 за київським часом.

## Транслятори
Трансляція поєдинку пройшла на преміум-телеканалі Showtime PPV.

## Перебіг поєдинку
З початку першого раунду Бенавідес неспішно пресингував свого суперника та здійснив кілька спроб правим хуком. Ендред, своєю чергою, проводив багатоударні комбінації, а також тиснув Девіда до канатів і працював у інфайтингу.
У третьому раунді Бенавідес став активнішим, а в кінці четвертої трихвилинки відправив американця у нокдаун. Девід повністю контролював ситуацію на ринзі, регулярно проводячи атаки аперкотами та хуками по корпусу.
Протягом п'ятого раунду Бенавідес продовжував домінувати. Під час шостої трихвилинки претендент втратив капу, намагався йти в клінч але був не в силах втримати Бенавідеса. Під час перерви кут боксера вирішив відмовитися від продовження поєдинку.